# Тарасово (Плесецкий район)
Тарасово — деревня в Плесецком районе Архангельской области. Входит в состав муниципального образования Федовское сельское поселение.

## Население
По данным Всероссийской переписи населения 2010 года в деревне Тарасово проживал 1 человек.

### Карты
- Тарасово. Публичная кадастровая карта